# Skawina-Graben

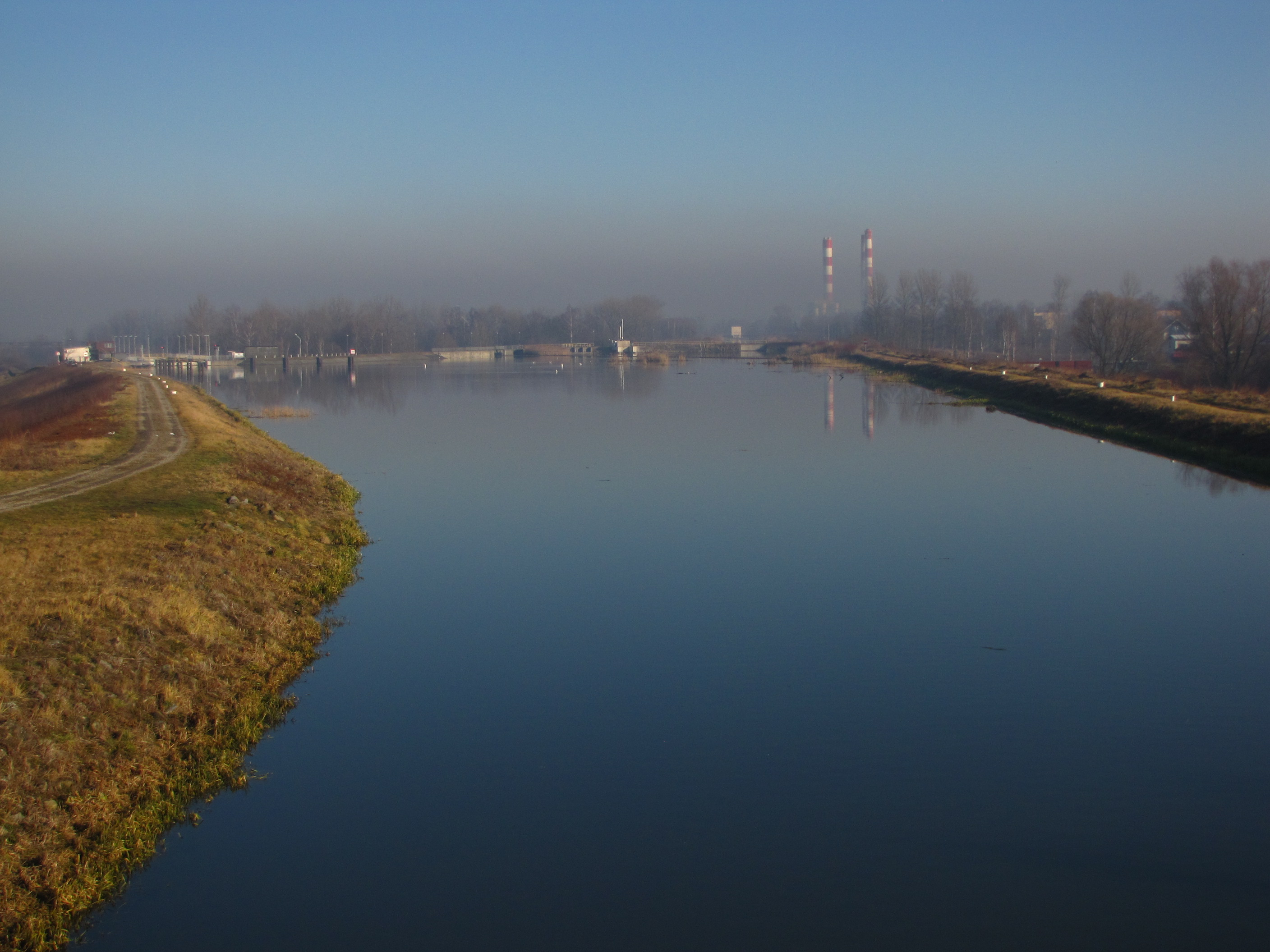
Łączany-Kanal

Der Skawina-Graben (polnisch Rów Skawiński) in Polen ist ein in West-Ost-Richtung langgezogenes Tal im südlichen Teil des Krakauer Tors im Nördlichen Karpatenvorland. Es ist ca. 22 km lang sowie bis zu 2 km breit.

## Geografie
Das Krakauer Tor wird in West-Ost-Richtung von dem Łączany-Kanal durchflossen, einen Teil der Wasserstraße Obere Weichsel (poln. Droga Wodna Górnej Wisły). Südlich schließt sich das Pogórze Wielickie an. Im Norden liegen die Cholerzyn-Senke und die Krakauer Landbrücke.
Das Krakauer Tor ist dicht besiedelt und kaum bewaldet. Wichtigster Ort ist das namensgebende Skawina.